# Poderoso (remolcador)
El Poderoso es un remolcador de alta mar, actualmente dañado por el terremoto y tsunami que afectó las costas de Chile el 27 de febrero de 2010, y que se encuentra volcado sobre su costado frente a lo que fuera la Aduana de Talcahuano, también destruida. 
El Poderoso es preservado por la Corporación RAM Poderoso, entidad privada sin fines de lucro que desde 1994 administra este patrimonio cultural en Talcahuano, Región del Bío-Bío.

## Historia del "Poderoso"
El Poderoso fue construido en 1911 en los astilleros H & C Grayson Shipbuilders & Engineers Ltd. en Liverpool, Inglaterra (por lo que es contemporáneo del Titanic), para prestar servicios a una compañía británica que operaba en Valparaíso, llegando al puerto de dicha ciudad en ese mismo año. Durante varios años brinda sus servicios como remolcador en el puerto de Valparaíso y llega a ser el principal remolcador y gavietero (roldana) del mar de Chile. En tal condición participa en las labores de desvaramiento del Cabo Tamar en Lenga, así como también en el anclaje del dique Valparaíso 
En 1988 deja de prestar servicios y a partir de 1990 es declarado Monumento Histórico por el Gobierno de Chile. Tras varios intentos fallidos de convertirlo en museo en Valparaíso, finalmente en 1994 el Poderoso zarpa hacia Talcahuano donde en poco tiempo se crea la Corporación Monumento al Trabajo Marítimo RAM Poderoso, que se dedica a preservar el patrimonio de la historia marítima que constituye el remolcador de alta mar Poderoso. Bajo el alero de esta Corporación el barco se convierte en un museo flotante y biblioteca, transformándose en un hito referencial del puerto de Talcahuano. Sin embargo, con el transcurso de los años el remolcador sufre un paulatino deterioro que pone en riesgo su integridad por lo cual la Corporación RAM Poderoso, realiza un llamado a la comunidad alertándola sobre el futuro del barco museo y la necesidad de someterlo a urgentes reparaciones en dique seco.

## Características generales
- T.R.G: 312,6 t
- Eslora: 37,8 m
- Manga: 7,8 m
- Puntal: 4,65 m
- Propulsión: una caldera de 680 CV y una máquina alternativa de vapor de 3 cilindros y triple expansión, que accionaban una hélice, permitiéndole alcanzar una velocidad de 8 nudos.[1]

## Consecuencias del terremoto y tsunami de febrero de 2010

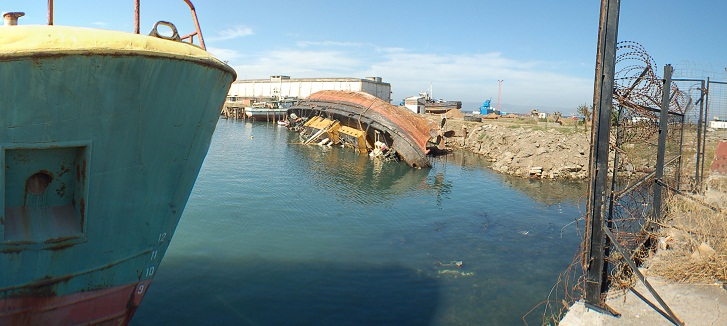
El remolcador Poderoso, volcado en la bahía de Talcahuano, Chile, como consecuencia del terremoto y tsunami del 27 de febrero de 2010.

En la madrugada del 27 de febrero de 2010, el Poderoso fue sorprendido por el terremoto y tsunami que asoló las costas de Chile el 27 de febrero de 2010, sismo que desplazó al barco de su sitio, volcándolo de costado sobre la bahía, lugar donde aún permanece abandonado a finales de 2016.